# Rhodes, England
Rhodes är en by i Bury i Greater Manchester i England. Byn ligger 7 km från Manchester. Orten har 2 893 invånare (2015).